# Tugga Terrier
Tugga Terrier var en svensk musikgrupp som uppstod i samband med new wave-musikvågen i början av 1980-talet och som inspirerats av punken. Gruppen startades i Stockholm 1983 av de jämtländska systrarna Ulla Andersson (nu Wrethagen), sång och gitarr och Lena Andersson, bas. Tugga Terrier skrev egna låtar med svenska texter. De två första åren spelade Nils Tunving, Anders Fille Strömquist och Anders Lunkan Lönnkvist trummor. 1985 fann gruppen sin slutliga form när Magdalena Fia Skarp kom in på trummor och Anna Westring på synt och sång.
Tugga Terrier gjorde fram till 1989 ca 40 spelningar per år på ställen som Tre Backar och Cityhallen och anlitades ofta i olika festsammanhang på Stockholms konstskolor. Dessutom genomfördes ett antal Norrlandsturnéer. Gruppen utmärkte sig genom energiska liveframträdanden med spektakulära scenkläder. Man skapade även musiken till dansföreställningen Fersk av Claire Parsons, gjorde en konsert på Unga Klaras premiärfest för föreställningen R och genomförde en turné i Tyskland och Danmark. I Hillevi Ganetz artikel Elaka prinsessor - ett samtal med Tugga Terrier publicerat i boken Kvinnors Musik , talar gruppen bland annat om behovet av kvinnliga förebilder och scenklädernas befriande och provocerande roll.
I slutet av 1980-talet knöts Tugga Terrier till skivbolaget Massproduktion i Sundsvall som gav ut gruppens tredje singel och enda LP/CD. I mars 2012 släppte bolaget en dubbel-CD som samlade bandets höjdpunkter under åren 1983-1991. I samband med detta gjorde bandet ett tiotal spelningar 
När Anna Westring slutade 1990 ersattes hon av Lasse Thomasson på synt och gitarristen Richard Tersaeus fanns med det sista året innan gruppen upplöstes 1991. Efter gruppens upplösning fortsatte Ulla Wrethagen som musiker på Unga Klara och i Urban Turban och flera av medlemmarna har fortsatt att spela i olika coverband, bland annat Nurse Diesel.
I maj 2013 släppte Massproduktion samlingen Elchock där Burnt Sienna, Scoville och Elsa Sjögren gjorde covers på Tugga Terriers låtar - En njutning för en galning, Akta dig och Till Helena. 2019 spelade Tugga Terrier in låten Fire till Massproduktions 40-årsjubileumsplatta.

## Medlemmar
- Lena Andersson, bas
- Fia Skarp (egentligen Anna Sofia Magdalena Skarp, född 28 april 1963 i Farsta församling i Stockholm),[3], trummor
- Anna Westring, synt och sång
- Ulla Wrethagen (f d Andersson), sång och gitarr

## Diskografi
- 1988 Alldeles riktigt (singel MNWS 121)
- 1989 Säg det (singel Tugga Terrier prod)
- 1991 Flygdansa (singel Massproduktion Z43)
- 1991 Tugga Terrier, (CD/LP Massproduktion LP44, CD44)
- 2012 Tugga Terrier 1983-1991 (dubbel-CD, Mass CD-118)
- 2019 Fire (digital singel, Mass CD-190)

### Samlingar
- 1991 A collection of songs (Massproduktion CD48)
- 2002 Från Plommons till Drain (Svenskt Rockarkiv ROCKA 02)